# Полімат (роман)
«Полімат» (англ. Polymath) — науково-фантастичний роман англійського письменника Джона Браннера, вперше надрукований 1974 року видавництвом DAW Books. Розширена версія «Світу потерпілих» (Ace, 1963).

## Сюжет
Внаслідок космічної катастрофи планета Заратустра була знищена. Ті, кому вдалося вчасно його покинути, вирушили на найближчі планети, закладаючи основи нових світів. Космічний корабель, наповнений біженцями, розбився на незнайомій планеті. На незнайомій планеті ті, хто вижив, повинні зіткнутися з реальністю свого небезпечного становища; корабель втрачений, і мало що було вдалося врятувати з нього. Тепер все залежить від одного яскравого юнака, який випадково потрапив до них, стажиста-будівника планети («полімата»). Хоча його обов'язок полягав у контролі всіх аспектів створення успішної колонії, він натрапляє на великі труднощі; по-перше, що його освіта незавершена, по-друге, полімат вивчав зовсім іншу планету.
Два кораблі все ж уникли катастрофи. Один приземляється до джунглів в гірській місцевості. Другий, з ерудитом, приземляється на воду, даючи пасажирам достатньо часу, щоб вибратися з корабля, що тоне. Оскільки його освіта не закінчена, полімат стикається з низкою проблем, які йому потрібно подолати, щоб забезпечити виживання не лише пасажирів його корабля, а й тих, хто перебуває на загубленому кораблі, які знаходяться під контролем деспотичного капітана, котрий вирішив повернутися в космос. Цей капітан готовий навіть пожертвувавши колонією, заснованою ерудитом.